# Liste der Monuments historiques in Waldolwisheim
Die Liste der Monuments historiques in Waldolwisheim führt die Monuments historiques in der französischen Gemeinde Waldolwisheim auf.

## Liste der Objekte
| Bezeichnung   | Beschreibung | Standort                         | Kennzeichnung | Schutzstatus | Datum | Bild           |
| ------------- | --- | -------------------------------- | ------------- | ------------ | ----- | -------------- |
| Orgel         | 1863 von Joseph Stiehr erbaut in einem Gehäuse und mit Windladen von Andreas Silbermann, die 1733 für die Kirche in Rosheim erbaut wurden. | in der Kirche St-Pancrace (Lage) | PM67001099    | Classé       | 1975  | weitere Bilder |
| Orgelprospekt | 1733 von Andreas Silbermann für die Kirche in Rosheim gebaut, 1863 nach Waldolwisheim versetzt                                             | in der Kirche St-Pancrace (Lage) | PM67000434    | Classé       | 1975  | weitere Bilder |